# 日向市站
日向市站（日语：／ Hyūgashi eki */?）是位於宮崎縣日向市，九州旅客鐵道（JR九州）的日豐本線車站。事務管號碼為▲920559。此站是日向市代表車站，停靠所有等級列車。由JR九州服務支援管理的業務委託車站，設有綠色窗口。

## 車站構造

### 站房
為第三代站房，採用高架車站模式，是宮崎縣內繼西都城站、宮崎站、宮崎機場站後的第4座高架車站。推行高架化是為了改善車站附近的平交道交通堵塞的情況。亦令過去未能直接通往車站的東部居民，也能更方便地前往車站。
整個新站房計劃由建築師内藤廣和東京大學的篠原修領導，歷經10年以上才完成。。車站雖然以水泥及鋼筋等建成，但當中加入大量以當地耳川流域出產的杉木作為輔助材料，這都是設計師參考了市內居民的意見而得出，希望營造出一個像是由木材所興建的高架車站感覺る。
突出和優秀的車站設計，並配合車站的再規模，使車站獲得不少獎項。2008年9月，車站大樓獲得國際鐵路界的布魯內爾獎中的最優秀獎，為首個日本車站大樓中得到同類獎項。2014年被國土交通省評選為「都市景觀大獎」都市空間部門大獎。
車站內設有升降機的無障礙設施。

### 月台
設有島式月台一座，總長度達190米，而中央約110米設有以鋼架搭成的覆蓋式上蓋，兩側及部份頂部以玻璃幕牆增加採光感，天花內部同樣以杉木條密舖。除少部份的6輛編成列車的部份車頭、車尾會外置於上蓋以外，其他列車均全列停靠在上蓋內。
月台中央部份設有玻璃幕牆候車室，而其餘部份也加裝了多張以垂直杉木條所砌成的流線形候車座椅。
進站音樂採用了火男舞蹈音樂。
基本上，1號月台為上行月台，2號月台為下行月台，過往曾經亦有少量上行班次會停靠2號月台，但現時已統一。
| 月台 | 路線      | 上下行 | 方向                                                 | 備註 |
| ---- | --------- | ------ | ---------------------------------------------------- | ---- |
| 1    | ■日豐本線 | 上行   | 延岡、大分、博多方向                                 |      |
| 2    | ■日豐本線 | 下行   | 宮崎、南宮崎、宮崎機場、田野、西都城、鹿兒島中央方向 |      |

## 歷史
- 1921年10月11日：鐵道省宮崎本線美美津站至本站之間及細島輕便線本站至細島間開業。稱為富高站（日语：／）[11][1]。
- 1922年：

- 2月11日：宮崎本線富高～南延岡間開通，本站開業，為中途站。
- 9月2日：細島輕便線改名為細島線。

- 1923年12月15日：改稱日豐本線。
- 1963年5月25日：車站改稱「日向市站」。
- 1972年2月1日：細島線旅客業務廢止，同時成為日豐本線貨物支線。
- 1987年4月1日：國鐵分割民營化，車站由九州旅客鐵道（JR九州）營運[13][14]。為大分分社（日语：九州旅客鉄道大分支社）管轄的車站。
- 1989年12月1日：貨物支線暫停營運。
- 1993年12月2日：貨物支線廢線。
- 1996年6月1日：隨宮崎綜合鐵道事業部（日语：宮崎総合鉄道事業部）成立，車站從大分分社（日语：九州旅客鉄道大分支社）改為鹿兒島分社（日语：九州旅客鉄道鹿児島支社）管理。
- 2002年11月2日：開始高架化工程[15]。
- 2006年12月17日：高架車站啟用。
- 2007年7月：開始前車站大樓拆卸工程。在翌月上旬完成。
- 2008年9月30日：新車站大樓在國際鐵路界的設計大賽「布魯內爾獎（日语：ブルネル賞）」中的建築部門獲得最優秀獎。
- 2009年11月18日：新車站大樓在國內為最佳建築物，獲得第50回BCS賞[16]。
- 2012年8月1日：開始使用進站音樂。
- 2014年5月：車站周邊獲得國土交通省「都市景觀大賞」都市空間部門的大獎[9]。
- 2015年4月1日：取消日向市站長，改為業務委託車站。
- 2022年4月1日：隨宮崎綜合鐵道事業部改組，並且昇格為宮崎支社（日语：九州旅客鉄道宮崎支社），車站管理權由宮崎支社承繼[17]。

## 使用狀況
在2023年度，1日平均乘車人次為1,215人。
| 年度   | 1日平均 乘車人次 |
| ------ | ---------------- |
| 1995年 | 1,330            |
| 1996年 | 1,315            |
| 1997年 | 1,274            |
| 1998年 | 1,246            |
| 1999年 | 1,295            |
| 2000年 | 1,337            |
| 2001年 | 1,281            |
| 2002年 | 1,242            |
| 2003年 | 1,236            |
| 2004年 | 1,234            |
| 2005年 | 1,278            |
| 2006年 | 1,277            |
| 2007年 | 1,283            |
| 2008年 | 1,306            |
| 2009年 | 1,327            |
| 2010年 | 1,383            |
| 2011年 | 1,396            |
| 2012年 | 1,446            |
| 2013年 | 1,478            |
| 2014年 | 1,394            |
| 2015年 | 1,384            |
| 2016年 | 1,405            |
| 2017年 | 1,386            |
| 2018年 | 1,396            |
| 2019年 | 1,330            |
| 2020年 | 1,063            |
|        |                  |
| 2023   | 1,215            |

## 車站周邊

### 西邊
- 都町
  - Trial（日语：トライアルカンパニー）日向店
  - 都町巴士站（ 宮崎交通）
  - 山形屋日向禮品店
- 上町
  - 超級市場長野屋 日向市站前店
  - 鹿兒島銀行日向分店
  - 日向商工會館
  - 日向農園
- 本町
  - 勤勞青少年體育中心
  - 勤勞青少年會堂
  - 宮崎縣警（日语：宮崎県警） 日向警署（日语：日向警察署）
  - 日向市政廳
  - 日向第一酒店
  - 武道館
  - 放送大學宮崎學習中心
  - 宮崎銀行（日语：宮崎銀行）日向分店
- 中町
  - 中央公民館
  - 文化交流中心
- 南町
  - 日向簡易裁判所（日语：日向簡易裁判所）
  - 宮崎家庭裁判所（日语：宮崎家庭裁判所）日向出張所

### 東邊
- 國道10號
- 向江町
  - 和田醫院
- 鶴町
  - 千代田醫院
  - 日向市站東出口巴士站（宮崎交通、Plat巴士（日语：ぷらっとバス）、HAKKO TRAVEL（日语：ハッコートラベル））
  - 日向郵局（日语：日向郵便局）
  - 宮崎銀行日向東分店
  - 宮崎縣立富島高等學校（日语：宮崎県立富島高等学校）
- 原町
  - Core 21
  - 宮崎太陽銀行（日语：宮崎太陽銀行）日向分店
  - Daiso日向原町店
- 日知屋
  - 細島港（日语：細島港）
  - 妙國寺庭園（日语：妙国寺庭園）
  - 願望成真十字之海（日语：願いが叶うクルスの海）
  - 宮崎北部森林管理署
  - AEON Town日向（日语：イオンタウン日向）
- 山田電機Teccland日向店（沿國道10號以南乘車3分鐘）

## 相鄰車站
九州旅客鐵道
■日豐本線
- 特急「日輪」「日輪喜凱亞」「日向」停車站。

門川－日向市－財光寺

## 外部連結
- JR九州日向市站 （页面存档备份，存于）
- 土地整理項目（日向市站周邊）PDF - 國土交通省九州地方整備局（日语：九州地方整備局）